# Kościół Świętego Jacka i Świętej Doroty w Piotrkowie Trybunalskim
Kościół Świętego Jacka i Świętej Doroty w Piotrkowie Trybunalskim – rzymskokatolicki kościół parafialny w Piotrkowie Trybunalskim, w województwie łódzkim. Należy do dekanatu piotrkowskiego archidiecezji łódzkiej.

## Architektura
Jest to budowla należąca dawniej do dominikanów. Budowla gotycka z XV wieku, pierwotnie jednonawowa, częściowo przebudowana w XVII i XIX stuleciu, od 1824 trzynawowa. Nawa główna z wydłużonym prezbiterium, zamknięta wielobocznie,łączy się arkadami z niskimi nawami bocznymi. Całość opięta dobrze zachowanymi skarpami. W czasie przebudowy w XVII stuleciu zmieniono wielkości kształt okien. Sklepienie nawy głównej i prezbiterium - kolebkowe z lunetami, ozdobione stiukami z XVII wieku.

## Wyposażenie

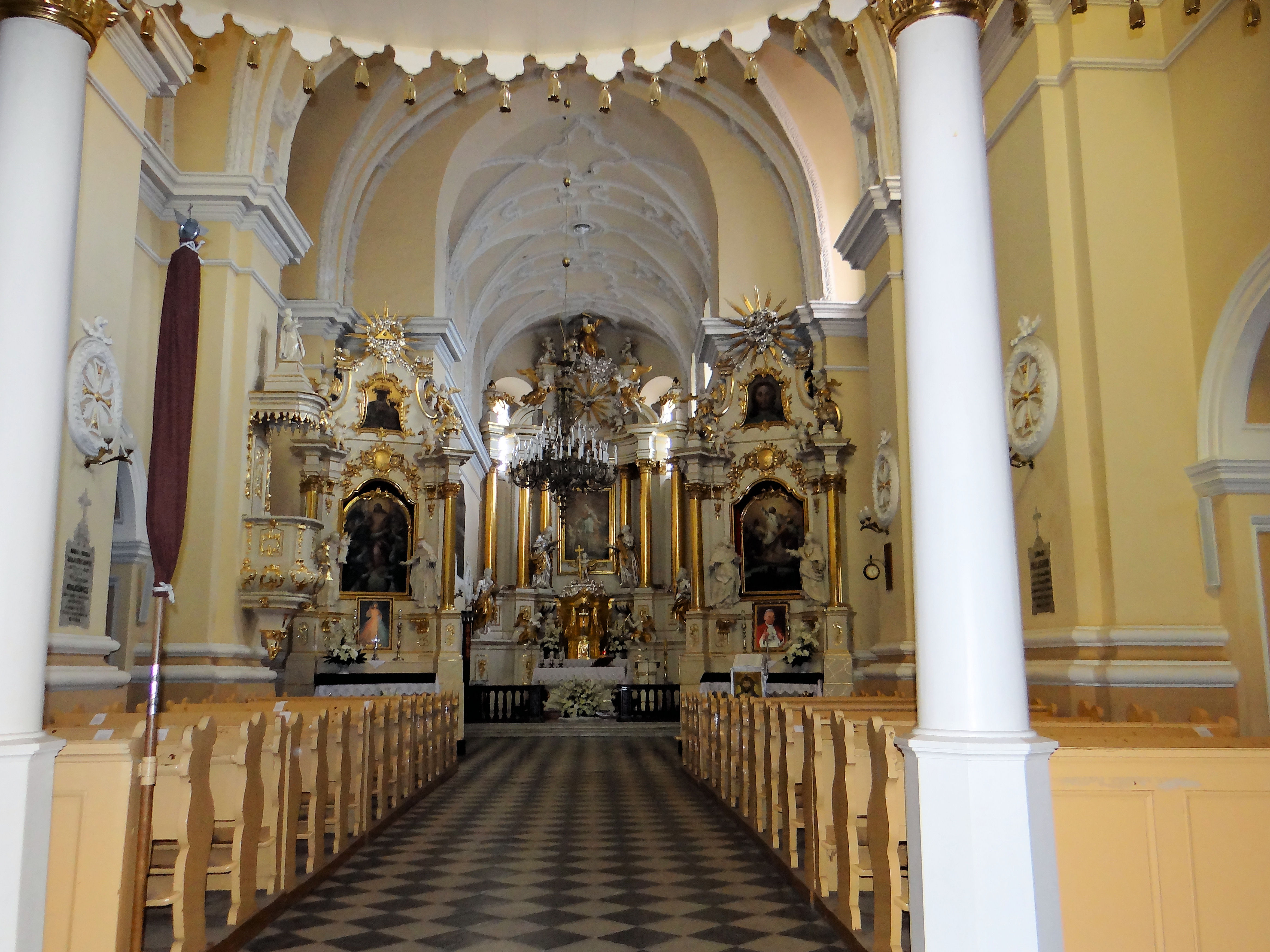
Wnętrze kościoła

Wyposażenie pochodzi z 2 połowy XVIII stulecia. W podziemiach świątyni - mauzoleum rodziny Bykowskich oraz grobowce ze zwłokami benefektorów i zakonników. Ciekawa pod względem wystroju jest kaplica Matki Boskiej Różańcowej pochodząca z XVII stulecia, stojąca na miejscu południowej części klasztoru. Na szczególną uwagę zasługuje dekoracja sklepienia wykonana w białym stiuku, niegeometryczna, tradycyjna dla tego okresu, przypominająca odlewy z Metalu - plakietki, na których przedstawiono scenki z życia Matki Bożej i świętych. W ołtarzu głównym kaplicy znajduje się obraz Matki Bożej z dzieciątkiem malowany na miedzianej blasze (XVI stulecie).